# Sebastiano del Piombo

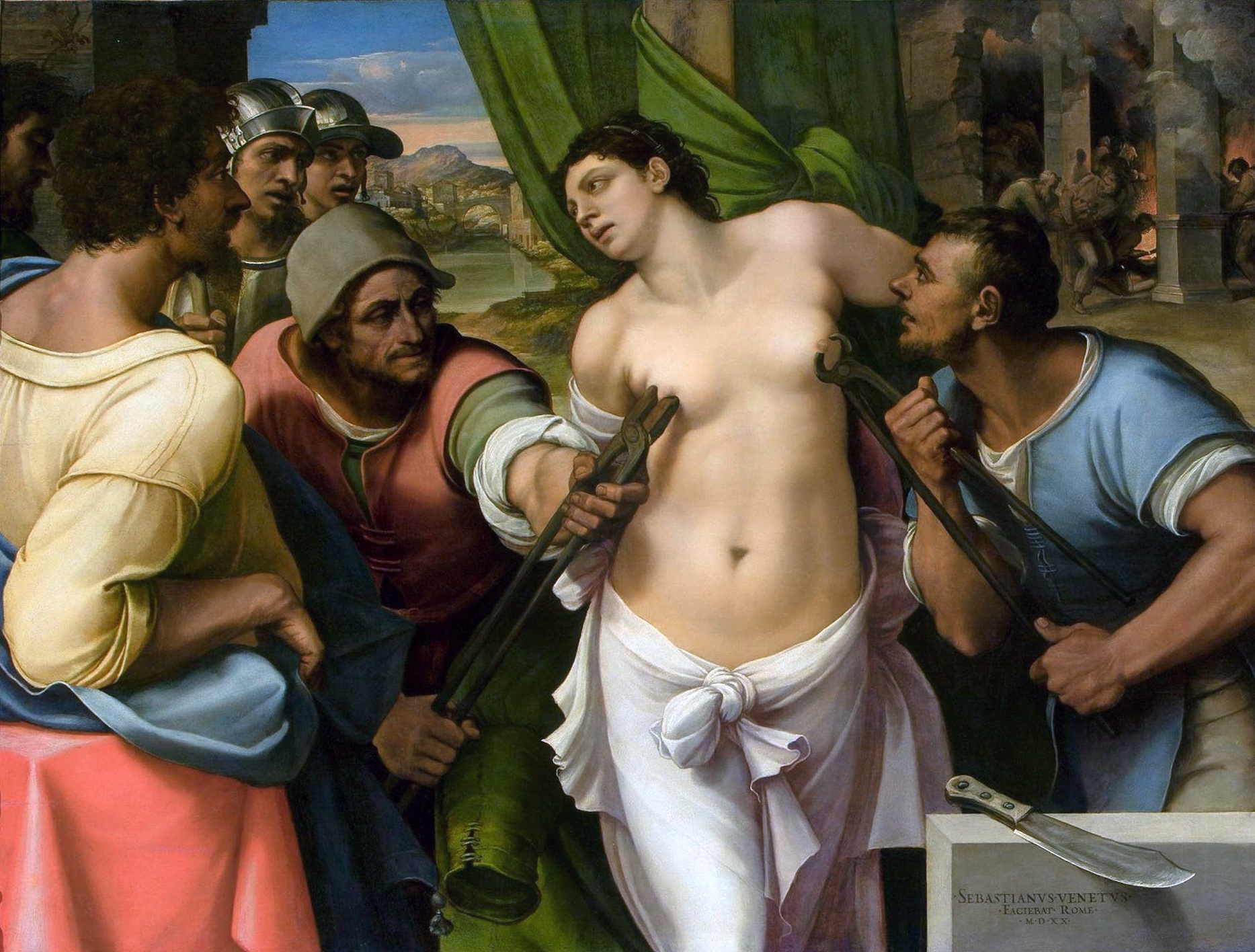
Martelaarschap van de heilige Agatha van Sicilië (1520); Galleria Palatina, Palazzo Pitti, Florence

Sebastiano del Piombo (uitspraak: sābästyä'nō dĕl pyôm'bō), geboren als Sebastiano Luciani (Venetië, circa 1485 - Rome, 21 juni 1547), was een Italiaanse schilder. Zijn portretten worden algemeen geroemd om hun kleur en karakterisering, zoals te zien is de portretten van kardinalen, en werken als Christoffel Columbus en Doge Andrea Doria.
Sebastiano del Piombo wordt gerekend tot de Venetiaanse School. Hij was eerst een leerling van Giovanni Bellini en later van Giorgione. Al onder leiding van Bellini werd hij beïnvloed door het werk van Giorgione. Dit is vooral in zijn vroege werk te zien: enkele van deze werken lijken zo verdacht veel op het werk van Giorgione dat ze in het verleden ook wel tot Giorgiones eigen werk werden gerekend. Een van zijn eerste belangrijke werken is het altaarstuk in de kerk van San Giovanni Crisostomo in zijn geboorteplaats Venetië. Het onderwerp van het altaarstuk is de kerkvader Johannes Chrysostomus. Het behoort tot de stukken die enige tijd aan Giorgione werden toegeschreven.
Rond 1510 trok del Piombo naar Rome. Daar belandde hij in 1511 in een groot project, de versiering van de Villa Farnesina onder leiding van Baldassare Peruzzi. Hij werkte daarin samen met onder meer Rafaël. Voor het project schilderde hij naast fresco's ook een reeks schilderijen. In Rome raakte hij ook bevriend met Michelangelo. Hij werd bovendien sterk beïnvloed door diens werken en manier van schilderen. Dit is terug te zien in onder de werken De opwekking van Lazarus (National Gallery, Londen), Martelaarschap van St. Agatha (Galleria Palatina, Palazzo Pitti, Florence) en Pietà (te zien in het Museo Civico te Viterbo).
Op latere leeftijd had hij met Michelangelo ruzie over diens werk "Het laatste oordeel". Deze ruzie liep erg hoog op. De vriendschap werd nimmer hersteld. Sebastiano del Piombo overleed in 1547 aan hoge koorts. Volgens sommige kenners was zijn gezondheid in de laatste jaren achteruitgegaan door onder meer die ruzie tussen hem en Michelangelo.
In 2008 was er in het Palazzo Venezia een overzichtstentoonstelling van Sebastiano del Piombo.